# Planet Labs
Planet Labs, Inc (ранее Cosmogia, Inc) — частная американская компания, расположенная в Сан-Франциско, Калифорния. Planet Labs разрабатывает и производит миниатюрные спутники формата CubeSat и доставляет их в космос в качестве попутной нагрузки других космических запусков. Каждый спутник (все они носят название Dove) оборудован мощным телескопом, камерой и программным обеспечением для съемки разных участков земной поверхности. Каждый Dove непрерывно ведет съемку. Работа группировки спутников позволяет получать раз в сутки полное изображение поверхности Земли с разрешением 3,5 метра.
Полученные со спутников снимки доступны онлайн и могут использоваться для слежения за погодой, предотвращения стихийных бедствий, прогнозирования урожайности. После поглощения BlackBridge в июле 2015 спутниковая группировка Planet Labs состоит из 87 спутников Dove и 5 RapidEye. В 2017 Planet запустила еще 88 Dove. В совокупности они составляют наибольшую группировку спутников, когда-либо существовавшую на орбите. 

## История

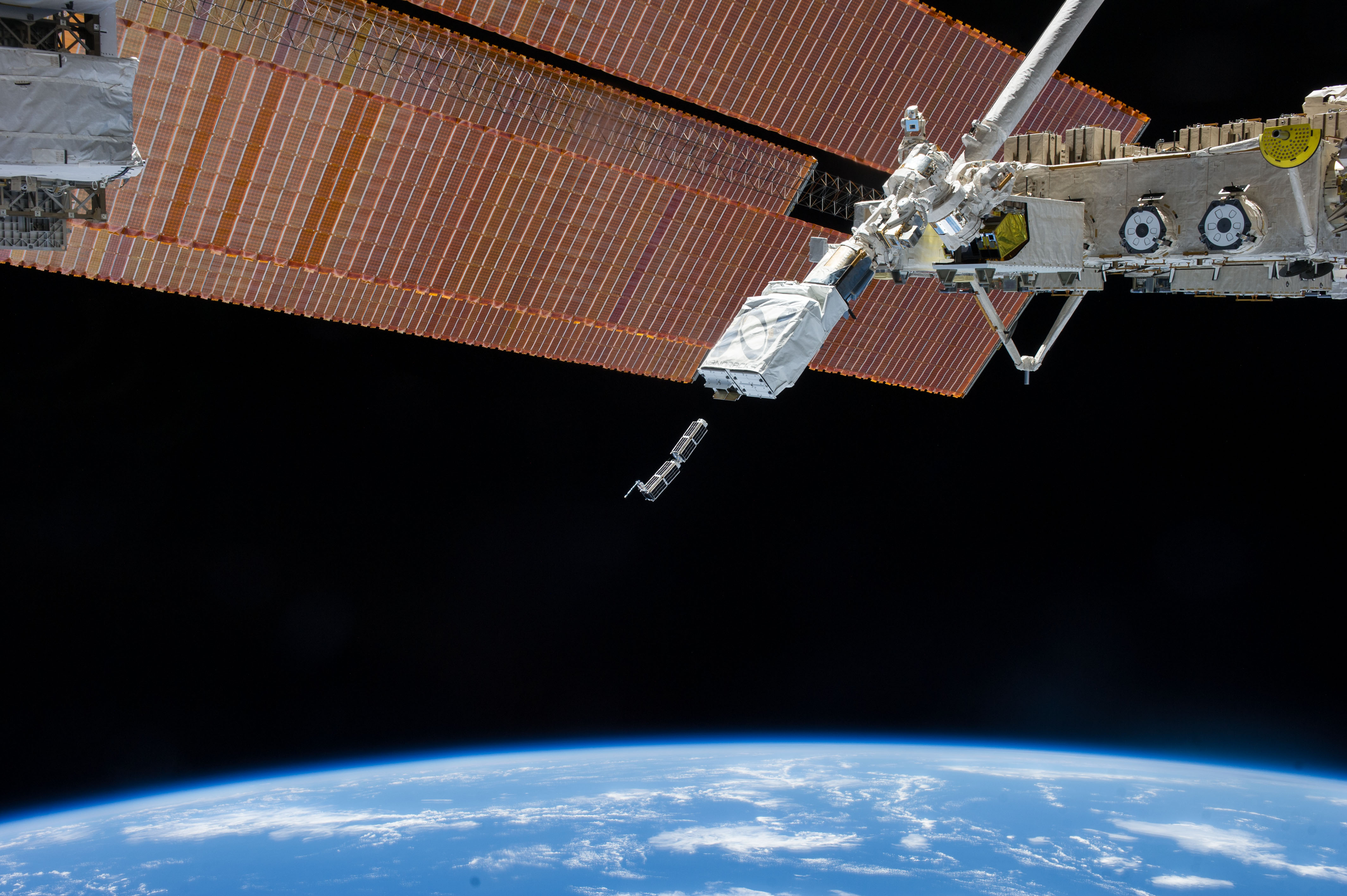
Первая пара из 28 спутников Planet Labs, запуск с МКС (2014)

Planet Labs основана в 2010 году под названием Cosmogia бывшими сотрудниками NASA.
Первые созданные в Planet Labs спутники формата CubeSat, получившие названия Dove 1 и Dove 2, были запущены в апреле 2013.
В июне 2013 компания анонсировала создание орбитальной группировки из 28 спутников ДЗЗ.
Первые кубсаты Flock-1 доставили на МКС в январе 2014.
В январе 2015 года компания получила 95 миллионов долларов инвестиций. 
В августе 2023 года Planet Labs приобрела Sinergise, включая Sentinel Hub, для ускорения развития своей платформы данных о Земле и предоставления данных наблюдения Земли клиентам.